# IHF Emerging Nations Championship
Die IHF Emerging Nations Championship ist ein internationaler Handballwettbewerb für Nationalmannschaften der Männer. Veranstalter ist die Internationale Handballföderation (IHF). An dem seit dem Jahr 2015 ausgetragenen Wettbewerb nehmen Nationalmannschaften von nationalen Verbänden teil, in denen Handball gezielt entwickelt werden soll.

## Turniere
| Jahr                                                                                                | Gastgeberland | Teams | 1. Platz               | 2. Platz  | 3. Platz           | weitere Teilnehmer |
| --------------------------------------------------------------------------------------------------- | ------------- | ----- | ---------------------- | --------- | ------------------ | --- |
| 2015                                                                                                | Kosovo        | 16    | Färöer                 | Lettland  | Kosovo             | Uruguay, Estland, Moldau, Kamerun, Malta, Vereinigtes Königreich, Volksrepublik China, Bulgarien, Australien, Irland, Albanien, Andorra, Armenien      |
| 2017                                                                                                | Bulgarien     | 16    | Färöer                 | Türkei    | Kosovo             | Zypern, Bulgarien, Volksrepublik China, Luxemburg, Georgien, Moldau, Aserbaidschan, Vereinigtes Königreich, Irland, Malta, Andorra, Albanien, Armenien |
| 2019                                                                                                | Georgien      | 12    | Georgien               | Kuba      | Bulgarien          | Vereinigtes Königreich, Vereinigte Staaten, Volksrepublik China, Nigeria, Kolumbien, Indien, Aserbaidschan, Irland, Malta                              |
| 2021 wegen der COVID-19-Pandemie ausgefallen, stattdessen wurde die IHF/EHF Trophy 2021 ausgetragen |               |       |                        |           |                    | |
| 2023                                                                                                | Bulgarien     | 12    | Kuba                   | Zypern    | Bulgarien          | Indien, Vereinigtes Königreich, Australien, Nigeria, Andorra, Moldau, Guatemala, Malta, Aserbaidschan                                                  |
| 2025                                                                                                | Bulgarien     | 08    | Vereinigtes Königreich | Bulgarien | Vereinigte Staaten | Nigeria, Paraguay, Zypern, Moldau, Aserbaidschan |

## Teilnehmer und Platzierungen
| Mannschaft             | 2015 | 2017 | 2019 | 2023 | 2025 | Gesamt |
| ---------------------- | ---- | ---- | ---- | ---- | ---- | ------ |
| Albanien               | 14   | 15   | —    | —    | —    | 2      |
| Andorra                | 15   | 14   | —    | 8    | —    | 3      |
| Armenien               | 16   | 16   | —    | —    | —    | 2      |
| Aserbaidschan          | —    | 10   | 10   | 12   | 8    | 4      |
| Australien             | 12   | —    | —    | 6    | —    | 2      |
| Bulgarien              | 11   | 5    | 3    | 3    | 2    | 5      |
| Volksrepublik China    | 10   | 6    | 6    | —    | —    | 3      |
| Estland                | 5    | —    | —    | —    | —    | 1      |
| Färöer                 | 1    | 1    | —    | —    | —    | 2      |
| Georgien               | —    | 8    | 1    | —    | —    | 2      |
| Guatemala              | —    | —    | —    | 10   | —    | 1      |
| Indien                 | —    | —    | 9    | 4    | —    | 2      |
| Irland                 | 13   | 12   | 11   | —    | —    | 3      |
| Kamerun                | 7    | —    | —    | —    | —    | 1      |
| Kolumbien              | —    | —    | 8    | —    | —    | 1      |
| Kosovo                 | 3    | 3    | —    | —    | —    | 2      |
| Kuba                   | —    | —    | 2    | 1    | —    | 2      |
| Lettland               | 2    | —    | —    | —    | —    | 1      |
| Luxemburg              | —    | 7    | —    | —    | —    | 1      |
| Malta                  | 8    | 13   | 12   | 11   | —    | 4      |
| Moldau                 | 6    | 9    | —    | 9    | 7    | 4      |
| Nigeria                | —    | —    | 7    | 7    | 4    | 3      |
| Paraguay               | —    | —    | —    | —    | 5    | 1      |
| Türkei                 | —    | 2    | —    | —    | —    | 1      |
| Vereinigtes Königreich | 9    | 11   | 4    | 5    | 1    | 5      |
| Vereinigte Staaten     | —    | —    | 5    | —    | 3    | 2      |
| Uruguay                | 4    | —    | —    | —    | —    | 1      |
| Zypern                 | —    | 4    | —    | 2    | 6    | 3      |
| Total: 29              | 16   | 16   | 12   | 12   | 08   | –      |